# 二宮武夫
二宮 武夫（にのみや たけお、1911年（明治44年）12月18日 – 1983年（昭和58年）1月20日）は、昭和期の教育者、労働運動家、政治家。衆議院議員。旧姓・松田。

## 経歴
大分県大分郡石城川村高崎（挾間村、挾間町を経て現由布市挾間町高崎）で、松田克馬の三男として生まれる。1932年（昭和7年）大分県師範学校専攻科を卒業。大分県下の小中学校教員を務めた。この間に二宮家の養子となる。
戦後、組合運動に加わり、1948年（昭和23年）大分県教職員組合書記長、1949年（昭和24年）同教組執行委員長に就任。その他、憲法擁護大分県会長、バレーボール大分県協会会長などを務め、1951年（昭和26年）大分県議会議員に当選して3期在任し、大分県地方労働委員にも就任した。
県議在任中、1960年（昭和35年）11月、第29回衆議院議員総選挙に大分県第1区から日本社会党公認で出馬して初当選。第30回総選挙でも再選され、衆議院議員に連続2期在任した。この間、社会党中央本部会計監査、同高校全入対策特別副委員長、同地方財政対策委員会事務局長、同教育文化政策副委員長、同中央執行委員、同党大分県本部委員長、同顧問などを務めた。その後、第31回・第32回総選挙と、1968年（昭和43年）7月の第8回参議院議員通常選挙（大分県地方区）に立候補したがいずれも落選した。
その他、日中友好協会大分県会長、日朝協会の役職を務め、1971年（昭和46年）大分県労働金庫（現九州労働金庫）の理事長に就任した。

## 脚註
1. 1 2 3 4 5 6 7 8  『新訂 政治家人名事典 明治～昭和』468頁。
2. 1 2 3 4 5 6 7 8 9 10 11  『議会制度百年史 - 衆議院議員名鑑』474-475頁。
3. 1 2 3 4 5 6 7 8 9 10 11 12  『大分県歴史人物事典』377頁。
4. 1 2  『国政選挙総覧 1947-2016』377頁。
5. ↑  『国政選挙総覧 1947-2016』378、529頁。